# جی.کی. چسترتون
جی. کی. چسترتون (انگلیسی: G. K. Chesterton; ۲۹ مهٔ ۱۸۷۴ – ۱۴ ژوئن ۱۹۳۶) یک روزنامه‌نگار، فیلسوف، شاعر، پدیدآور، و رمان‌نویس اهل بریتانیا بود. او دانش‌آموخته کالج دانشگاهی لندن بود.

## گزیده آثار
- مطالب کفرآمیز
- عصر ویکتورین در ادبیات (۱۹۱۳)
- مدافع (۱۹۰۱)
- لپانتو
- کاخ سفید
- سنت‌گرایی
- دنیا را چه می‌شود
- ریش سفیدان در صحنه
- شوالیه سرکش
- مردی که پنجشنبه بود (۱۹۰۸)
- ناپلئون ناتینگ هیل (۱۹۰۴)
- بیگناهی پدر روحانی براون
- خردمندی پدر روحانی براون (۱۹۱۴)
- گوی و صلیب (۱۹۰۹)
- کجای دنیا می‌لنگد (۱۹۱۰)
- مسافرخانه پرنده (۱۹۱۴)
- جنایت‌های انگلستان (۱۹۱۵)
- تاریخ مختصر انگلستان (۱۹۱۷)
- بازگشت دون کیشوت (۱۹۲۷)
- جادو (۱۹۱۳)